# The Alphabetchadupa
The Alphabetchadupa è il primo album del gruppo neozelandese dei Betchadupa, pubblicato nel 2002.

## Tracce
1. At Night
2. Supa Day
3. Easy As It Seems
4. Rain
5. Filthy McNasty
6. Life Will Be The Same
7. Feed the Dogs
8. Unused Potatoes
9. Lucy's Song
10. Sleepy News
11. Drop D
12. Other Way